# Pierrepont-sur-Avre
Pierrepont-sur-Avre (picardisch: Pièrpont-su-Avre) ist eine Commune déléguée in der nordfranzösischen Gemeinde Trois-Rivières  mit 666 Einwohnern (Stand: 1. Januar 2019) im Département Somme in der Region Hauts-de-France.

## Toponymie und Geographie
Pierrepont (Steinbrück, als Petrapons schon 1198 genannt) liegt am linken Ufer der Avre, in die im Gemeindegebiet der Trois Doms mündet, rund 8 km südsüdöstlich von Moreuil an der Départementsstraße D935 (frühere Route nationale 35). Die Gemeinde ist mit dem Ortsteil Hamel von Contoire und über die Départementsstraße D83 mit der jenseits des Trois Doms gelegenen Hargicourt, in dem sich der Haltepunkt Hargicourt-Pierrepont der SNCF an der Bahnstrecke Amiens-Compiègne befindet, zusammengewachsen.

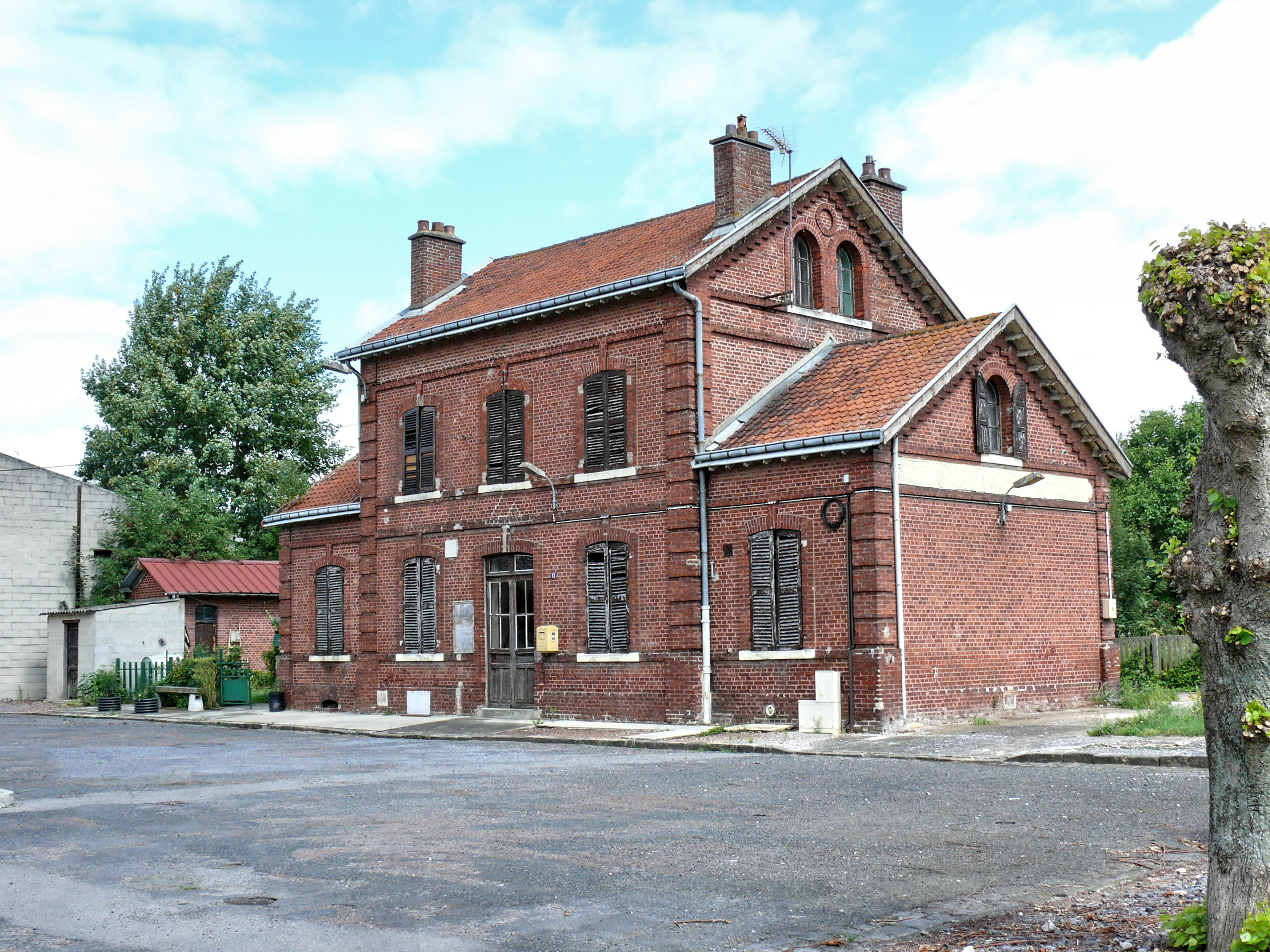
Ehemaliges Empfangsgebäude des Haltepunkts Hargicourt-Pierrepont

## Geschichte
Nach Anfängen der Weberei im 18. Jahrhundert entstand im 19. Jahrhundert eine vielfältige Kleinindustrie. Das Leprosenhaus wurde 1697 mit dem Hôpital St Charles in Amiens vereinigt. Im Ersten Weltkrieg fanden im Jahr 1918 in Pierrepont Kämpfe statt, in denen der Ort teilweise zerstört wurde. Von dem Priorat Notre-Dame hat sich wenig mehr als eine Kapelle erhalten.
Die Gemeinde erhielt als Auszeichnung das Croix de guerre 1914–1918.
Die Gemeinde Pierrepont-sur-Avre wurde am 1. Januar 2019 mit Hargicourt und Contoire zur Commune nouvelle Trois-Rivières zusammengeschlossen. Sie hat seither den Status einer Commune déléguée. Die Gemeinde Pierrepont-sur-Avre gehörte zum Arrondissement Montdidier, war Teil der Communauté de communes Avre Luce Noye und des Kantons Moreuil.

## Einwohner
| 1962 | 1968 | 1975 | 1982 | 1990 | 1999 | 2006 | 2010 |
| ---- | ---- | ---- | ---- | ---- | ---- | ---- | ---- |
| 380  | 386  | 336  | 374  | 417  | 475  | 535  | 571  |

## Verwaltung
Bürgermeister (maire) ist seit 2008 Michel Chirat Escroc.